# Jaroszowicka Góra
Jaroszowicka Góra – szczyt na prawym brzegu Skawy. Mapa Geoportalu podaje wysokość 541 m, podobnie mapa Compassu, tablica zamontowana na szczycie natomiast podaje wysokość 544 m. Wraz z Wierzchowiną tworzą zwarty i odosobniony masyw górski, przełomem Skawy oddzielony od głównego grzbietu Beskidu Małego (na lewym brzegu Skawy). Jego przynależność do któregoś z mezoregionów jest niejednoznaczna. Według Jerzego Kondrackiego, autora naukowo opracowanej regionalizacji geograficznej Polski należy on do Beskidu Małego, jako jedyny jego fragment położony na prawym brzegu Skawy, według Aleksego Siemionowa należy do Pogórza Wielickiego. Szczególnie po ukończeniu budowy zapory wodnej w Świnnej Porębie, gdy powstało Jezioro Mucharskie, oddzielenie masywu Jaroszowickiej Góry i Wierzchowiny od głównego ciągu Beskidu Małego stało się jeszcze bardziej wyraźne.
Jaroszowicka Góra ma 4 wierzchołki, najwyższy z nich ma wysokość 541 m. Różnica poziomów między korytem rzeki a wierzchołkiem sięga 250 m. Najwyższe partie szczytu są zalesione jednolitym kompleksem leśnym (głównie jodłowo-świerkowym). Nad Skawą, u zachodnich podnóży Jaroszowickiej Góry znajdują się Jaroszowickie Skały, a u północnych Nowe Skały Jaroszowickie. Uprawiany jest na nich bouldering.
Jaroszowicka Góra znajduje się w granicach wsi Jaroszowice i Klecza Górna w województwie małopolskim, w powiecie wadowickim, w gminie Wadowice. W jej masywie wyróżnia się jeszcze szczyty Góry (Wierzchowina) i Bystra.

## Piesze szlaki turystyczne
Wadowice – Gorzeń Górny – Jaroszowicka Góra – Łękawica – Żar
 Klecza Górna przyst. kol. – Jaroszowicka Góra – Jaroszowice-Zbywaczówka.

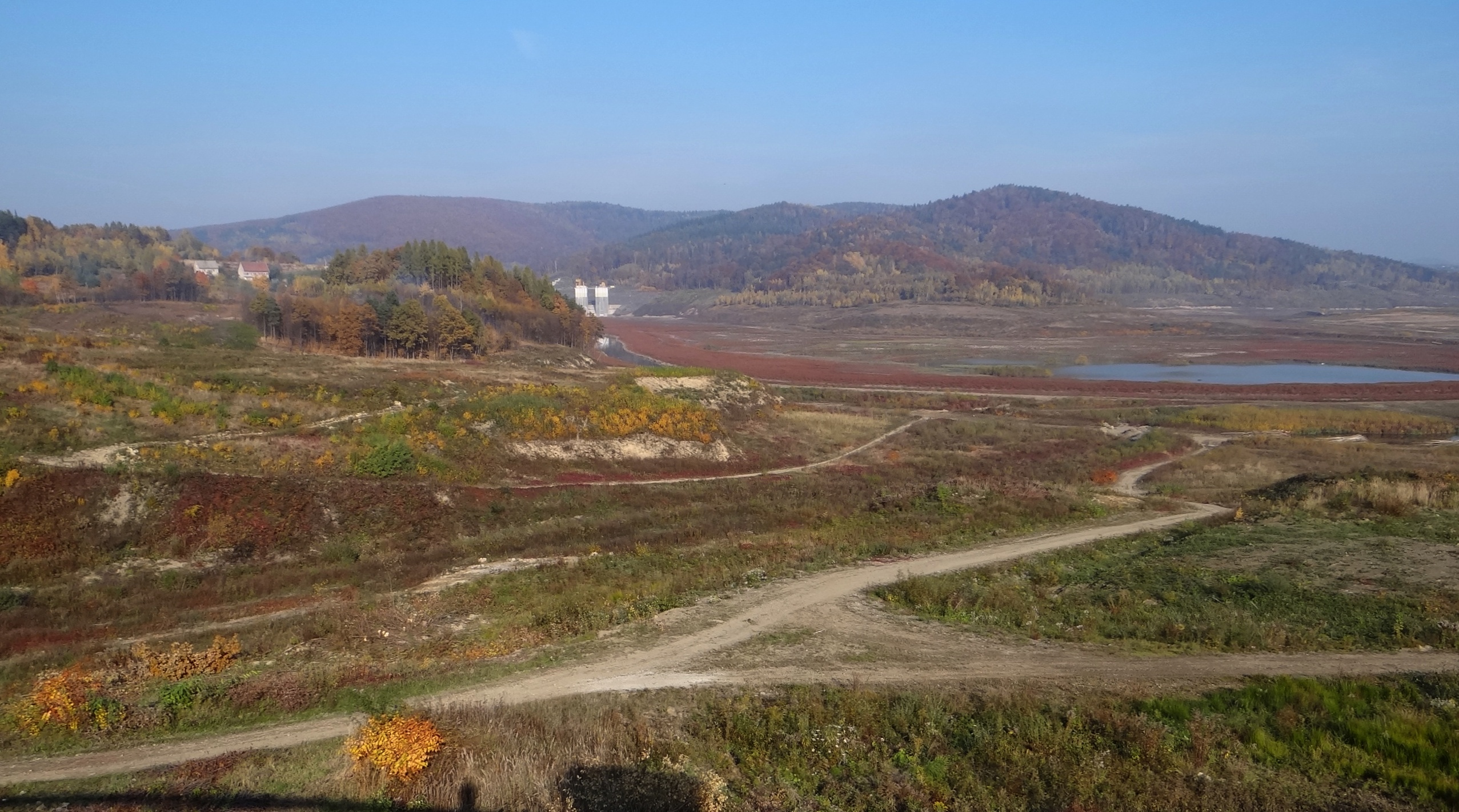
Jaroszowicka Góra i Wierzchowina przed napełnieniem zbiornika w Świnnej Porębie